# Paternalistyczny styl zarządzania
Paternalistyczny styl zarządzania przedsiębiorstwem - opiera się on na przyjaznych stosunkach międzyludzkich. W przedsiębiorstwie kierownik traktuje podwładnych tak jakby byli członkami rodziny. W przeszłości stosowany był w małych zakładach rzemieślniczych i niedużych przedsiębiorstwach. Dziś jest bardzo popularny w przedsiębiorstwach japońskich.